# Зубцова, Галина Витальевна
Галина Витальевна Зубцова (14 марта 1971, Ливны, Орловская область) — советская и российская футболистка, полузащитница. Мастер спорта России (1993).

## Биография
В детстве занималась баскетболом в ДЮСШ г. Ливны, становилась чемпионом города и призером областных соревнований среди девушек. Также в юношеские годы занималась другими видами спорта — волейболом, лёгкой атлетикой, лыжами и биатлоном, а в футбол играла только во дворе. Организованно заниматься футболом стала только с 1988 года после поступления в Воронежский педагогический институт.
После образования в Воронеже женской команды «Энергия» в конце 1989 года спортсменка вошла в её состав. С 1990 года выступала в первой лиге СССР, а в 1991 году со своим клубом стала победителем турнира. Участница первого международного матча «Энергии», 11 августа 1991 года против американской команды «Мейплбрук Бласт» (Миннеаполис). С 1992 года выступала в высшей лиге России. В 1993 году стала обладательницей Кубка страны. Всего в составе «Энергии» в 1990—1993 годах сыграла 68 матчей и забила 2 гола.
После ухода из «Энергии» выступала за краснодарскую «Кубаночку» в высшей и первой лигах России. В 1995 году с новым клубом стала победительницей первой лиги. Завершила спортивную карьеру после расформирования «Кубаночки» в 2001 году.
Имеет два высших образования — окончила Воронежский филиал Московского института физической культуры и экономический факультет Кубанского государственный университета. После окончания карьеры работала в Краснодаре руководителем сберкассы.